# ララ・テイシェイラ
ララ・テイシェイラ（Lara Teixeira、1987年11月16日 - ）はブラジルの女子アーティスティックスイミング選手。リオデジャネイロ州リオデジャネイロ出身。
デュエットとチームで2007年パンアメリカン競技大会と2010年南アメリカ競技大会で銅メダルと金メダルを2枚ずつ獲得した。2008年北京オリンピックの代表だった.。